# Nick Davis (artista effetti visivi)
Nick Davis (...) è un effettista britannico.

## Biografia
Davis si è laureato con un Bachelor of Arts in English and Politics  presso la Oxford Brookes University. È membro della Academy of Motion Picture Arts and Sciences e il BAFTA ed ha fatto parte del Comitato Nomine per gli Effetti visivi della BAFTA.

## Filmografia

### Effetti visivi
- Ma capita tutto a me? (Out on a Limb), regia di Francis Veber (1992)
- Trappola in alto mare (Under Siege), regia di Andrew Davis (1992)
- Il fuggitivo (The Fugitive), regia di Andrew Davis (1993)
- Fearless - Senza paura (Fearless), regia di Peter Weir (1993)
- Nightmare nuovo incubo (Wes Craven's New Nightmare), regia di Wes Craven (1994)
- Batman Forever, regia di Joel Schumacher (1995)
- Reazione a catena (Chain Reaction), regia di Andrew Davis (1996)
- Batman & Robin, regia di Joel Schumacher (1997)
- The Avengers - Agenti speciali (The Avengers), regia di Jeremiah S. Chechik (1998)
- Entrapment, regia di Jon Amiel (1999)
- Harry Potter e la pietra filosofale (Harry Potter and the Philosopher's (Sorcerer's) Stone), regia di Chris Columbus (2001)
- Pluto Nash, regia di Ron Underwood (2002)
- Harry Potter e la camera dei segreti (Harry Potter and the Chamber of Secrets), regia di Chris Columbus (2002)
- Troy, regia di Wolfgang Petersen (2004)
- La fabbrica di cioccolato (Charlie and the Chocolate Factory), regia di Tim Burton (2005)
- Fred Claus - Un fratello sotto l'albero (Fred Claus), regia di David Dobkin (2007)
- Il cavaliere oscuro (The Dark Knight), regia di Christopher Nolan (2008)
- Scontro tra titani (Clash of the Titans), regia di Louis Leterrier (2010)
- La furia dei titani (Wrath of the Titans), regia di Jonathan Liebesman (2012)
- Edge of Tomorrow - Senza domani (Edge of Tomorrow), regia di Doug Liman (2014)
- King Arthur - Il potere della spada (King Arthur: Legend of the Sword), regia di Guy Ritchie (2017)
- L'unico e insuperabile Ivan (The One and Only Ivan), regia di Thea Sharrock (2020)
- The Suicide Squad - Missione suicida (The Suicide Squad), regia di James Gunn (2021)

### Effetti speciali
- L'ombra del cacciatore (Project Shadowchaser II), regia di John Eyres (1994)

### Sceneggiatore
- L'ombra del cacciatore (Project Shadowchaser II), regia di John Eyres (1994)
- Galaxis, regia di William Mesa (1995)
- Terrore sull'astronave (Project Shadowchaser III), regia di John Eyres (1995)
- DNA. Una storia che non deve accadere (DNA), regia di William Mesa (1997)

### Aiuto regista
- Le avventure del giovane Indiana Jones (The Young Indiana Jones Chronicles) - serie TV, 2x10 (1993)
- L'ombra del cacciatore (Project Shadowchaser II), regia di John Eyres (1994)
- The Darkening, regia di William Mesa (1995)
- Galaxis, regia di William Mesa (1995)

### Regia
- The Survivor (1998)

### Produttore
- The Darkening, regia di William Mesa (1995)
- Galaxis, regia di William Mesa (1995)

### Attore
- The Darkening, regia di William Mesa (1995)

## Riconoscimenti

### Premio Oscar
- 2009 - Candidatura ai migliori effetti speciali per Il cavaliere oscuro
- 2021 - Candidatura ai migliori effetti speciali per L'unico e insuperabile Ivan

### BAFTA
- 2002 - Candidatura ai migliori effetti speciali per Harry Potter e la pietra filosofale
- 2003 - Candidatura ai migliori effetti speciali per Harry Potter e la camera dei segreti
- 2006 - Candidatura ai migliori effetti speciali per La fabbrica di cioccolato
- 2009 - Candidatura ai migliori effetti speciali per Il cavaliere oscuro
- 2021 - Candidatura ai migliori effetti speciali per L'unico e insuperabile Ivan

### Saturn Award
- 2002 - Candidatura ai migliori effetti speciali per Harry Potter e la pietra filosofale
- 2003 - Candidatura ai migliori effetti speciali per Harry Potter e la camera dei segreti
- 2009 - Migliori effetti speciali per Il cavaliere oscuro
- 2015 - Candidatura ai migliori effetti speciali per Edge of Tomorrow - Senza domani

### Satellite Award
- 2002 - Candidatura ai migliori effetti speciali per Harry Potter e la pietra filosofale
- 2008 - Candidatura ai migliori effetti speciali per Il cavaliere oscuro